# 黑島 (丁丁歷險記)
黑島 （法語：L'Île Noire；英語：The Black Island）是丁丁歷險記系例的第七部作品。作者是比利時漫畫家埃爾熱。本作於1937年4月開始在比利時報紙《二十世紀小伙伴》上連載，并隨後出版了黑白版。隨後又在1943年和1966年出版了兩個彩色版本。故事的舞台是在英國的蘇格蘭。內容主線是丁丁破獲試圖擾亂英國經濟的偽鈔集團。

## 故事簡介
丁丁在散步时发现一架因事故而迫降的飞机，本欲上前帮助，却遭到机上成员枪击。为调查此事，丁丁第一次來到英國，在誤打誤撞之下，竟從古怪的米勒醫生家中庭園裡，發現一個偽鈔集團的賊蹤！為了打擊匪幫，丁丁不畏艱險，一直追蹤到蘇格蘭北部海岸，闖進叫人聞風喪膽的黑島。在黑岛上，丁丁与黑帮展开了角逐，并最终帮助警方捣毁该团伙。在這一冊，當然少不得笨警探杜邦德和杜邦特兄弟"拔刀相助"、引爆笑彈了。究竟丁丁能否一舉搗破偽鈔集團？神秘的黑島，又暗藏幾許怪事？

## 相关
- 丁丁历险记
- 埃尔热